# Colonia Vicente Estrada Cajigal
Colonia Vicente Estrada Cajigal är en ort i Mexiko.   Den ligger i kommunen Yautepec och delstaten Morelos, i den sydöstra delen av landet, 60 km söder om huvudstaden Mexico City. Colonia Vicente Estrada Cajigal ligger 1 224 meter över havet och antalet invånare är 327.
Terrängen runt Colonia Vicente Estrada Cajigal är kuperad åt nordväst, men åt sydost är den platt. Runt Colonia Vicente Estrada Cajigal är det mycket tätbefolkat, med 1 361 invånare per kvadratkilometer. Närmaste större samhälle är Cuernavaca, 17,7 km väster om Colonia Vicente Estrada Cajigal. Omgivningarna runt Colonia Vicente Estrada Cajigal är en mosaik av jordbruksmark och naturlig växtlighet.